# The Death Trip Continues
The Death Trip Continues es un EP sacado por Static-X en 2000, poco después de su álbum de debut, Wisconsin Death Trip. Este EP fue solo una promoción en forma de CD y no estaba disponible en tiendas.

## Lista de canciones
1. «Love Dump» (Editada)
2. «Love Dump» (Mephisto Odyssey Remix)
3. «Bled For Days» (Editada)
4. «Bled For Days» (Directo)
5. «Burning Inside» (Cover de Ministry)
6. «So Real»
7. «S.O.M.»

## Personal
- Wayne Static - Voz, guitarra, programación
- Koichi Fukuda - Guitarra, teclado, programación
- Tony Campos - Bajo, voz de fondo
- Ken Jay - Batería

- Datos: Q1755911